# Supercup (Handballturnier) 2009
Der Supercup 2009 war die 16. Austragung des Supercups im Handball der Männer. Das Turnier mit vier teilnehmenden Nationalmannschaften fand vom 29. Oktober bis 1. November 2009 in Deutschland statt. Die Spiele wurden in der Lanxess Arena in Köln, im Gerry-Weber-Stadion in Halle (Westf.) und in der TUI Arena in Hannover ausgetragen. Sieger wurde zum fünften Mal Deutschland.

## Turnier
| Pl. | Land        | Sp. | S | U | N | Tore     | Diff. | Punkte |
| --- | ----------- | --- | - | - | - | -------- | ----- | ------ |
| 1.  | Deutschland | 3   | 2 | 1 | 0 | 090:810  | +9    | 5      |
| 2.  | Dänemark    | 3   | 2 | 0 | 1 | 094:810  | +13   | 4      |
| 3.  | Schweden    | 3   | 1 | 1 | 1 | 085:830  | +2    | 3      |
| 4.  | Norwegen    | 3   | 0 | 0 | 3 | 076:1000 | −24   | 0      |

| 29. Oktober 2009 | Dänemark                       | 28:25   | Schweden                      | Lanxess Arena, Köln Zuschauer: 6.300 Schiedsrichter: Schaller, Wutzler |
| 29. Oktober 2009 | meiste Tore: Hans Lindberg (6) | (12:13) | meiste Tore: Oscar Carlén (5) | Lanxess Arena, Köln Zuschauer: 6.300 Schiedsrichter: Schaller, Wutzler |
| 29. Oktober 2009 | Spielbericht                   |         |                               | Lanxess Arena, Köln Zuschauer: 6.300 Schiedsrichter: Schaller, Wutzler |

| 29. Oktober 2009 | Deutschland                                      | 30:25   | Norwegen                           | Lanxess Arena, Köln Zuschauer: 13.737 Schiedsrichter: Kaschütz, Reisinger |
| 29. Oktober 2009 | meiste Tore: Glandorf, Kaufmann, Schröder (je 5) | (17:12) | meiste Tore: Kristian Kjelling (9) | Lanxess Arena, Köln Zuschauer: 13.737 Schiedsrichter: Kaschütz, Reisinger |
| 29. Oktober 2009 | Spielbericht                                     |         |                                    | Lanxess Arena, Köln Zuschauer: 13.737 Schiedsrichter: Kaschütz, Reisinger |

| 31. Oktober 2009 | Deutschland                    | 30:30   | Schweden                        | Gerry-Weber-Stadion, Halle (Westf.) Zuschauer: 10.400 Schiedsrichter: Din, Dinu |
| 31. Oktober 2009 | meiste Tore: Lars Kaufmann (6) | (12:15) | meiste Tore: Lukas Karlsson (6) | Gerry-Weber-Stadion, Halle (Westf.) Zuschauer: 10.400 Schiedsrichter: Din, Dinu |
| 31. Oktober 2009 | Spielbericht                   |         |                                 | Gerry-Weber-Stadion, Halle (Westf.) Zuschauer: 10.400 Schiedsrichter: Din, Dinu |

| 31. Oktober 2009 | Dänemark                                  | 40:26   | Norwegen                                   | Gerry-Weber-Stadion, Halle (Westf.) Zuschauer: 9.000 Schiedsrichter: Geipel, Helbig |
| 31. Oktober 2009 | meiste Tore: Lars Christiansen (7)        | (17:17) | meiste Tore: Hansen, Klev, Mamelund (je 5) | Gerry-Weber-Stadion, Halle (Westf.) Zuschauer: 9.000 Schiedsrichter: Geipel, Helbig |
| 31. Oktober 2009 | Torschützen Dänemark Torschützen Norwegen |         |                                            | Gerry-Weber-Stadion, Halle (Westf.) Zuschauer: 9.000 Schiedsrichter: Geipel, Helbig |

| 1. November 2009 | Schweden                                         | 30:25   | Norwegen                         | TUI Arena, Hannover Zuschauer: 10.000 Schiedsrichter: Geipel, Helbig |
| 1. November 2009 | meiste Tore: Oscar Carlén, Lukas Karlsson (je 6) | (15:12) | meiste Tore: Erlend Mamelund (5) | TUI Arena, Hannover Zuschauer: 10.000 Schiedsrichter: Geipel, Helbig |
| 1. November 2009 | Spielbericht                                     |         |                                  | TUI Arena, Hannover Zuschauer: 10.000 Schiedsrichter: Geipel, Helbig |

| 1. November 2009 | Deutschland                                | 30:26   | Dänemark                           | TUI Arena, Hannover Zuschauer: 10.000 Schiedsrichter: Din, Dinu |
| 1. November 2009 | meiste Tore: Sven-Sören Christophersen (5) | (16:12) | meiste Tore: Lars Christiansen (9) | TUI Arena, Hannover Zuschauer: 10.000 Schiedsrichter: Din, Dinu |
| 1. November 2009 | Spielbericht                               |         |                                    | TUI Arena, Hannover Zuschauer: 10.000 Schiedsrichter: Din, Dinu |

## Abschlussplatzierungen
| Platz | Nation      | Spieler | Trainer                      |
| ----- | ----------- | --- | ---------------------------- |
| 1.    | Deutschland | Johannes Bitter, Silvio Heinevetter, Carsten Lichtlein, Oliver Roggisch, Michael Müller, Christoph Theuerkauf, Timo Salzer, Holger Glandorf, Sven-Sören Christophersen, Torsten Jansen, Manuel Späth, Michael Kraus, Christian Sprenger, Lars Kaufmann, Stefan Schröder, Michael Haaß, Uwe Gensheimer, Dominik Klein, Christian Schöne | Heiner Brand                 |
| 2.    | Dänemark    | Niklas Landin Jacobsen, Sørenn Rasmussen, Kasper Hvidt, Thomas Mogensen, Mads Christiansen, Lars Troels Jørgensen, Jesper Jensen, Lars Christiansen, Anders Eggert, Bo Spellerberg, Michael V. Knudsen, Lasse Svan, Mikkel Hansen, Kasper Søndergaard, Hans Lindberg, Torsten Laen, Mads Øris Nielsen, Daniel Svensson                 | Ulrik Wilbek                 |
| 3.    | Schweden    | Johan Sjöstrand, Dan Beutler, Anders Persson, Mattias Gustafsson, Jonas Källman, Lukas Karlsson, Jan Lennartsson, Niclas Ekberg, Dalibor Doder, Jonathan Stenbäcken, Robert Arrhenius, Oscar Carlén, Tobias Karlsson, Johan Jakobsson, Fredrik Petersen, Kristian Bliznac                                                              | Ola Lindgren, Staffan Olsson |
| 4.    | Norwegen    | Magnus Dahl, Steinar Ege, Ole Erevik, Erik Rafoss, Espen Lie Hansen, Kenneth Klev, Stian Vatne, Thomas Drange, Frank Løke, Jan-Richard Lislerud Hansen, Lars Erik Bjørnsen, Bjarte Myrhol, Erlend Mamelund, Thomas Skoglund, Einar Riegelhuth Koren, Christian Spanne, Christoffer Rambo, Kristian Kjelling                            | Robert Hedin                 |